# August Hoppe
August Hoppe (* 1918; † 27. Oktober 1974) war ein deutscher Schriftsteller und Journalist. Er war ab 1948 Redakteur (später stellvertretender Chefredakteur) beim Nordwestdeutschen Rundfunk in Köln sowie Agent (Decknamen: „Manzel“, „Rattay“) des Geheimdienstes Organisation Gehlen, späterer BND.

## Werke
- Tagebuch des Weltkommunismus: ein Fahrplan der kommunistischen Bewegung. L.A. Cassianeum, 1964.
- Diarium der Weltrevolution; eine Datengeschichte des internationalen Kommunismus 1818-1945. Ilmgau Verlag, Pfaffenhofen/Ilm 1967.